# 小行星24712
小行星24712（24712 Boltzmann）是一颗绕太阳运转的小行星，为主小行星带小行星。该小行星于1991年9月12日发现。

## 轨道参数
小行星24712的轨道半长轴为2.3445184 UA，离心率为0.238。